# Det hemsökta huset
Det hemsökta huset (originaltitel: The Haunted Hathaways) är en TV-serie på Nickelodeon. Serien hade premiär 13 juli 2013.
Serien handlar om flickorna Taylor och Frankie och deras mamma som flyttar från New York till en småstad, och till ett gammalt och läskigt hus. Mamman startar ett bageri på nedervåningen och efter ett tag får de reda på att huset är hemsökt. Då bestämmer mamman sig för att försöka få bort spökena med hjälp av ett medium som lägger en trolldom över huset så att de ska försvinna för alltid. I sista stund ändrar Taylor åsikt om spökena efter att ha stött på Miles, det näst äldsta spöket, så hon slår sönder den magiska kristallkulan så att trolldomen försvinner och spökena kommer tillbaka.

## Rollfigurer
- Taylor

Amber Montana - Taylor Hathaway, Taylor ogillar från början sitt nya hus eftersom det spökar men när sedan Miles hjälper henne att gå med i gymnastiklaget på hennes skola så blir hon vänner och går med på att bo med spöken.
- Frankie

Breanna Yde - Franceska (Frankie) Hathaway, Frankie är en tjej som älskar att bo med spöken och hittar alltid på massa upptåg med sin spökkompis Luie.
- Michelle Hathaway

Ginifer King - Michelle är Taylors och Frankies mamma. Hon startade ett bageri på nedervåningen och är ganska konstig.
- Ray Preston

Chico Benymon - Ray är Miles och Louies pappa och det äldsta spöket i huset. Han är ett spöke och spelar saxofon i ett band.
- Miles Preston

Curtis Harris - Miles är den äldsta sonen till Ray och har en lillebror som heter Louie. Han är smart och har nästan alltid en fluga på sig. 
- Louie

Benjamin Flores Jr. - Louie är det yngsta spöket och han har inte å stor erharenhet av att vara ett spöke. Han hänger alltid med sin bästa vän, Frankie.